# National Studenter Aktion
National Studenter Aktion var en nationalsocialistisk studentorganisation som bildades 1938 genom en utbrytning ur Danmarks Nationalsocialistiske Arbejderparti. Man förblev oberoende, men hade starka band till både DNSAP, den danska avdelningen av Germanische Leitstelle och till Nordische Geschellschaft. Organisationens mål var bland annat "...att samla alla akademiker som vill vara med i kampen mot det rådande demokratisk-marxistiska systemet." Organisationen var aktiv ända till 5 maj 1945 och upplöstes aldrig formellt. Dess mest kände ledare var Erik Spleth (1916-1943), som tog över ledarposten under sina juridikstudier vid Köpenhamns universitet år 1940. National Studenter Aktion hade sitt kontor på Studiestræde 13A.
Organisationen gav ut tidskriften Akademisk Aktion.

### Tryckt källa
- Tidskrift.dk: Museumsinspektør i unåde!

### Översättning
Den här artikeln är helt eller delvis baserad på material från danskspråkiga Wikipedia.